# Black Rock (isola)
La Black Rock (roccia nera) è uno scoglio dell'Atlantico meridionale. Si trova 16 km a sud-est delle Shag Rocks e circa 170 km a ovest/nord-ovest della Georgia del Sud.
Probabilmente questo scoglio venne scoperto dall'equipaggio della nave spagnola Aurora nel 1762, assieme a quell'arcipelago che dalla nave prese il nome di isole Aurora. Nel 1927 venne mappata per la prima volta dai partecipanti britannici delle Discovery Investigations a bordo della nave RRS William Scoresby.